# Тодор Губиделников
Тодор Георгиев Губиделников е български предприемач и инженер.
Роден е на 2 октомври 1889 година в Русе в семейството на финансиста Георги Губиделников. През 1907 година завършва Русенската мъжка гимназия, а след това – минно инженерство във Фрайбург. След връщането си в България работи в „Мини-Перник“, а след това участва в ръководството на семейните предприятия, сред които е и Българско акционерно минно дружество „Бъдеще“.
През 1953 година Тодор Губиделников е осъден от комунистическия режим за шпионаж и саботаж в скалъпен процес срещу група видни минни инженери.
Тодор Губиделников умира на 5 декември 1959 година в Пазарджишкия затвор.